# Jezuitská kolej (Litoměřice)
Jezuitská kolej v Litoměřicích je významná barokní památka pocházející z let 1654–1731, kterou postavili podle svého vlastního projektu významní architekti a stavitelé italského původu Giulio Broggio a jeho syn Octavio Broggio.

## Jezuitská kolej

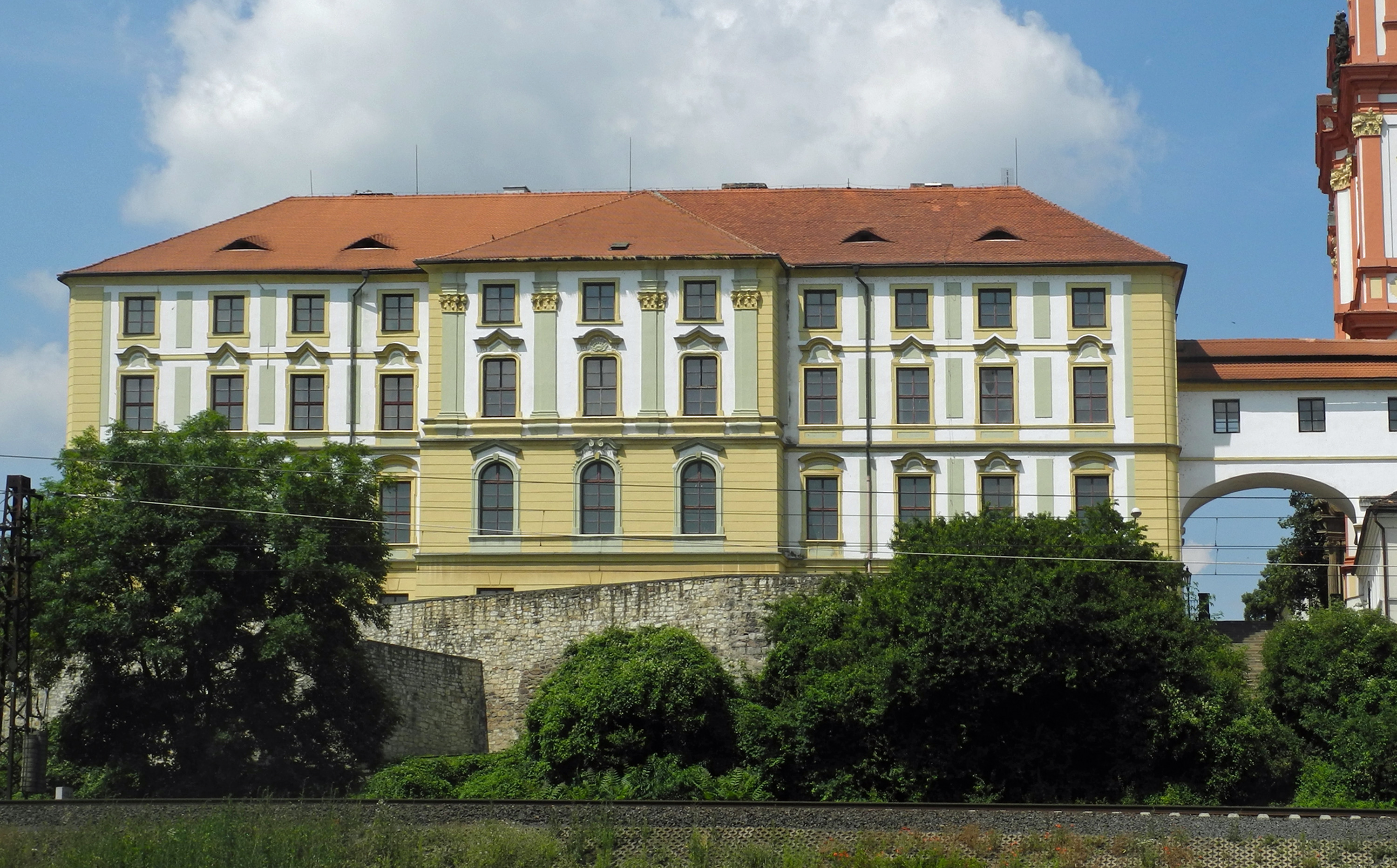
Budova jezuitské koleje s kostelem Zvěstování Panny Marie

Jezuitská kolej se nachází v Litoměřicích v Jezuitské ulici naproti kostelu Zvěstování Panny Marie na vyvýšeném místě nad řekou. Jde o bývalou jezuitskou rezidenci, v roce 1810 začala být tato budova znovu využívána jako kněžský seminář, přilehlý kostel byl znovuvysvěcen, v roce 1818 byl s touto budovou spojen nadzemní spojovací chodbou umístěnou do výše prvního podlaží.
Po druhé světové válce zde sídlila kontrola přepravních tržeb a výpočetní středisko Československých státních drah, po ní pak následovalo sídlo místní stavební firmy.

## Historie jezuitské koleje

### Zřízení
V roce 1628 rozhodl císař Ferdinand II. zřídit v královském městě Litoměřicích novou jezuitskou kolej. Litoměřice byly vybrány proto, že toto královské město mělo klíčovou pozici v severních Čechách a odtud měla začít protireformace v tomto pohraničním kraji, sousedícím s luteránským Saskem.
Městská rada vybrala pro jezuity vhodné místo v ulici při kostelíku Panny Marie, kde až do husitských válek bývala malá komunita křižovníků s červenou hvězdou, při níž stál již v polovině 13. století špitál.
Areál byl patrně součástí někdejšího dvorce blahoslaveného Hroznaty a nacházel se původně až za městskými hradbami respektive v předpolí někdejšího královského města. Větší změny zde nastaly během husitských válek, kdy kostel i k němu přilehlý špitál spravovalo město Litoměřice.
Bývala zde i proslulá latinská škola založená roku 1549, na níž byl i určitý čas rektorem M. Pavel Stránský, autor významného díla „O státě českém“, jenž z Litoměřic roku 1627 odešel do exilu. Ke kostelíku Panny Marie a latinské škole bylo ještě přidáno 6 domů (mezi nimi i dům P. Stránského) a ze zkonfiskovaného majetku Stránského i velký dům v Mlékojedech. Dne 3. srpna 1629 vydal císař Ferdinand II. rezoluci o konstituci (usnesení o založení) koleje. Aby byly zajištěny dostatečné příjmy, byla koleji darována polovina panství Úštěk-Liběšice, která byla vykoupena od Jana Merode.

### Nový mariánský kostel
Dne 21. června 1631 byli uvedeni slavnostně do Litoměřic první tři jezuité, kterým zde bylo určeno trvalé sídlo. Za saského vpádu však museli utéci z města. Teprve od roku 1634 se usazují první dva jezuité stabilně v Litoměřicích a roku 1637 je znám první superior rezidence, která byla roku 1643 povýšena na kolej v čele s rektorem (P. Mikuláš Pavlat). Ve čtyřicátých letech 17. století bylo zde již 12 členů koleje.

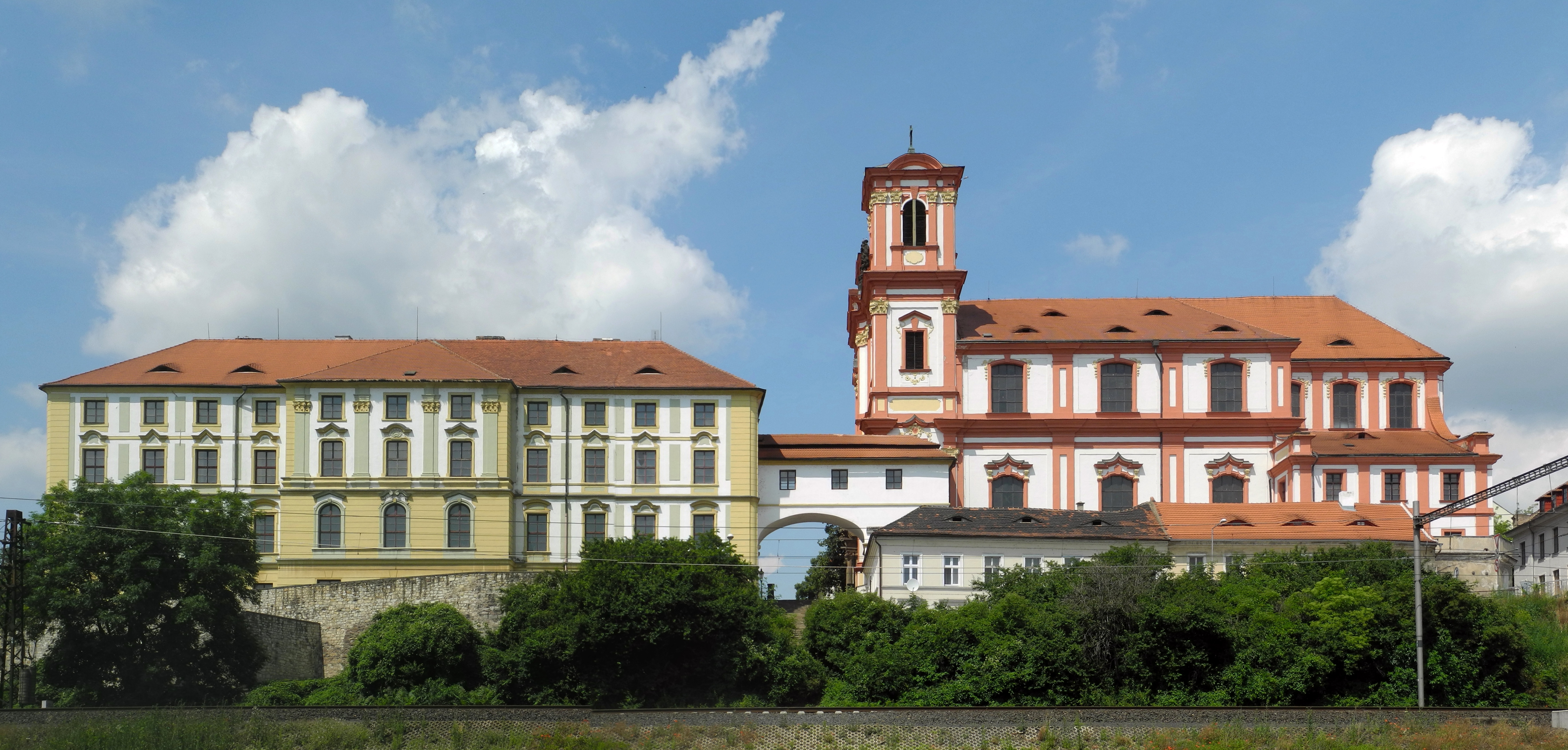
Budova jezuitské koleje s kostelem Zvěstování Panny Marie

Nová kolejní budova byla postavena roku 1638 (stavba začala již roku 1630). Starý špitál byl tehdy uvolněn a tak vznikl postupně celý komplex (kostel, gymnázium, seminář, kolej), který se stal výraznou barokní dominantou této části města. Budova koleje byla brzy rozšířena o křídlo směrem k Labi a dokončena až roku 1739. Její jižní křídlo je z doby po roce 1770. Starý gotický kostelík Panny Marie byl roku 1650 rozšířen, ale pak opuštěn, protože v letech 1700–1731 byl Octaviem Broggiem postaven nový barokní mariánský kostel. Jde o vysoce kvalitní barokní architekturu. V interiéru jsou cenné barokní fresky (autoři Kramolín, Lauterer, Hiebel) a zařízení. Budova koleje byla roku 1818 spojena s kostelem visutou chodbou.

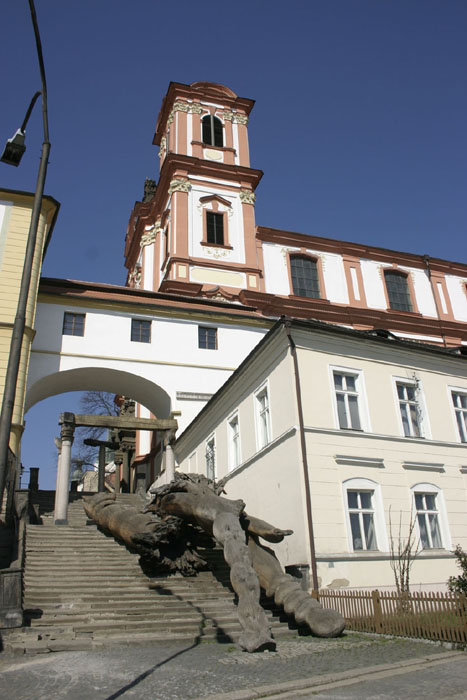
Visutá chodba spojující budovu jezuitské koleje s kostelem Zvěstování Panny Marie nad tzv. Jezuitskými schody

### Misijní a veřejná činnost
Když 28. srpna 1700 světil biskup Šternberk základní kámen pro jezuitský kostel, byla na tomto místě provedena studenty gymnázia „Velká komedie“ (jezuité se věnovali dramatické činnosti). Rovněž roku 1733 byla s velkým úspěchem provozována při slavnostech nastolení biskupa Mořice Adolfa melodramata, která opět uspořádali studenti litoměřické koleje. Dne 16. září 1731 se konala velká slavnost při příležitosti svěcení nového mariánského kostela.
Zdejší jezuité působili úspěšně i jako misionáři v celém kraji a někteří z nich i v zámoří. Tak Mgr. František Tillisch, který byl roku 1649 subregentem v Litoměřicích, odešel do Číny a stal se osobním matematikem císaře. Napsal zajímavý cestopis o Číně (Cesta z Kantonu do Pekingu, cesta do východního Tatarska). Další litoměřický jezuita P. John byl činný na Filipínách.
Naproti tomu bylo v Litoměřicích činných několik zvlášť významných jezuitů. Byli to především Jan Kořínek a Bohuslav Balbín. Jan Kořínek, historik Kutné Hory, byl rektorem koleje v letech 1666–1669. Za něj v koleji působil roku 1666 i Bohuslav Balbín. Oba přesvědčení Češi a milovníci historie se stýkali přátelsky s prvním litoměřickým biskupem M. Schleinitzem, jenž byl rovněž literárně činný.

### Jezuitské gymnázium
Velké proslulosti nabylo zdejší gymnázium, které tak pokračovalo za změněných poměrů dále ve vynikající tradici původní latinské školy. Roku 1660 získalo titul císařského gymnázia. Představený zdejšího semináře sv. Josefa býval současně i ředitelem gymnázia. Profesoři se tehdy často měnili a nezůstávali na svém místě déle než dva roky. Počet seminaristů rostl od počátečních asi dvaceti chovanců až do výše okolo 70. Gymnázium navštěvovalo okolo 100–150 studentů, z toho bývalo okolo 40 seminaristů.
Z významných studentů je třeba uvést Františka Antonína Steinského (1752–1816), který se stal později profesorem pomocných věd historických na Karlově univerzitě. Měl jako jediný u nás přímé písemné styky s Benjaminem Franklinem a jinými Američany. Zdejším studentem byl i pozdější profesor a zakladatel pražského slepeckého ústavu Alois Klár. Na gymnáziu studoval i pozdější hudební skladatel Václav Praupner, který se stal ředitelem kůru týnského chrámu v Praze. Skládal církevní hudbu a symfonie. Jeho „Circe“ byla uvedena v thunovském divadle na Malé Straně.
Jezuitská komunita vysílala od založení biskupství do litoměřické katedrály sv. Štěpána stále dva kazatele, českého a německého. Teprve roku 1757 byli nahrazeni světskými duchovními. Jezuité vyvíjeli v souvislosti s protireformací rozsáhlou misijní činnost po celém okolí.

### Zrušení jezuitského řádu
Když bylo publikováno breve Klementa XIV. ze dne 21. července 1773 o zrušení jezuitského řádu, žilo v litoměřické koleji celkem 18 členů SJ. Posledním rektorem byl P. Jan Filipi a prefektem P. František Fritsch. Každý člen rozpuštěného řádu obdržel v hotovosti 120 zlatých na zhotovení světských šatů a měsíční plat 16 zlatých do doby, než najde vhodné zaměstnání.
Nová budova koleje byla odhadnuta na 5 tisíc zlatých a přeměněna na kasárna. Později, roku 1804 zde byl umístěn biskupský seminář. Jezuitský seminář sv. Josefa byl prodán jednomu litoměřickému měšťanovi, kostel byl svěřen děkanovi městské farnosti. Část členů koleje zůstala ve městě a působila v duchovní správě. P. Vojtěch Hrbatý měl i nadále české kázání. Zachovalo se pouze zdejší gymnázium, jemuž ovšem rovněž hrozilo zrušení, ale na žádost městské rady zůstalo zachováno, a tak byla umožněna kontinuita tohoto ústavu až do současnosti. Gymnázium vedl i po roce 1773 exjezuita P. Bernard Schirmer (1778–1826). Dovedl ústav k novému rozkvětu. Byl i otcovským rádcem a přítelem Josefa Jungmanna, působícího zde 1799–1815, i dalších českých obrozenců a vlastenců.